# Gärdås
Gärdås är en ort vid Västerdalälven västra strand, i Malungs socken, Malung-Sälens kommun.

## Tätorten
1960 avgränsade SCB en tätort med namnet Gärdås med 257 invånare inom Malungs landskommun. 1970 hade folkmängden minskat och tätorten upplöstes. Sedan 1990 avgränsar SCB bebyggelsen i denna orten och dess grannort Jägra en småort namnsatt till Gärdås och Jägra.